# Penaoola
Penaoola es un género de arañas araneomorfas pertenecientes a la familia Amphinectidae. Se encuentra en Australia.

## Especies
Según The World Spider Catalog 12.0:
- Penaoola algida Davies, 1998
- Penaoola madida Davies, 1998